# Paramédico

Estrella de la vida, símbolo mundialmente relacionado con la atención de emergencias médicas.

El paramédico es un profesional de la salud especializado en la atención de emergencias médicas en el entorno prehospitalario. Su función principal es proporcionar atención inmediata a pacientes que sufren emergencias o traumas antes de su llegada a un centro médico. Usualmente es miembro de un servicio de atención de emergencias, el cual responde y atiende a las emergencias médicas y de trauma, siguiendo protocolos de intervención internacionales, revisados y aceptados.     

## Carrera

### Término
La medicina es ejercida por profesionales de la salud, como médicos de las distintas especialidades, enfermeros, auxiliares, técnicos de laboratorio, investigadores, etc. No obstante, algunas actividades relacionadas con la medicina son ejercidas por otro tipo de profesionales, como por ejemplo los profesionales de Atención Prehospitalaria, que atienden las emergencias y cuya actividad se podría considerar (y en algunos países se define) como «paramedicina». Así, el término paramédico, como adjetivo, hace referencia a todo aquello que está paralelo de la medicina, pero relacionada con ella tal y como sucede con otras palabras con este prefijo.
El uso del sustantivo «paramédico» varía de acuerdo a las distintas jurisdicciones de cada país. En lugares como México y la mayoría de los países de América Latina, se entiende por paramédico a todo aquel que atiende emergencias prehospitalarias sin importar su nivel de capacitación.
En otros países, tales como Estados Unidos, Inglaterra, Canadá, Costa Rica, Australia, Venezuela y la mayoría de los países de la Unión Europea, en general solo se le llama «paramédico» al profesional prehospitalario que tiene el nivel más alto de entrenamiento de acuerdo con el perfil del país. Además, se necesita poseer un tipo especial de licencia, certificación oficial o estudios universitarios. Por ejemplo, en Estados Unidos solo se le llama paramédico al nivel más alto de entrenamiento, por encima del Técnico en Emergencias Médicas o TEM (Emergency Medical Technician o EMT en inglés).[cita requerida]

### Formación
Algunas universidades ofrecen estudios de nivel superior a través de carreras profesionales de 3 a 4 años de duración tras los cuales se obtiene el título y el registro de profesional de salud en técnico superior universitario (TSU) o licenciatura en urgencias médicas, emergencias médicas, y más denominaciones. 

#### Lugar de trabajo
Los paramédicos de ambulancia son empleados por una diversa serie de distintas agencias: por el gobierno (como parte del sistema de salud pública), como es el caso del sistema chileno SAMU (Servicio de Atención Médica de Urgencia); y por organizaciones privadas (hospitales y compañías privadas de ambulancias). Los paramédicos pueden ser empleados también por instituciones cuyos empleados trabajan en ambientes de riesgo para la salud como, por ejemplo, industrias, empresas de químicos, empresas petroleras o mineras, centros comerciales, eventos masivos, deportes extremos y las fuerzas armadas, entre otras.

### Paramédicos militares
Los paramédicos militares reciben formación en tres niveles (básico, medio y avanzado) para manejar emergencias en el campo de batalla. Este entrenamiento incluye tanto habilidades médicas como tácticas, adaptadas a las condiciones de combate. La figura del paramédico militar ha sido adoptada por varias naciones, inspirándose en modelos de países como Estados Unidos y Reino Unido. 

## Regulación de la profesión de paramédico por país

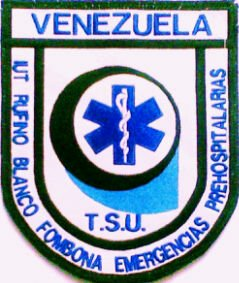
TSUEPh Paramédico

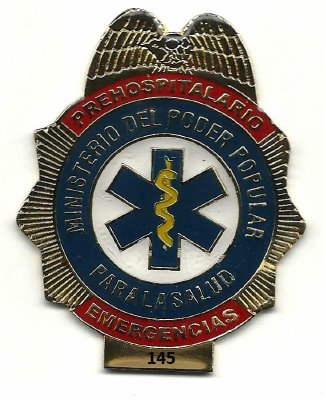
Identificación de registro profesional de paramédico

### Europa

#### Alemania
En Alemania, los paramédicos (Notfallsanitäter) son un pilar importante del sistema de salud, aunque sus responsabilidades de facto varían entre estados. A partir de 2014 su formación ha pasado de los dos años de duración (con título de Rettungsassistent) a los tres años actuales. La profesión de Rettungsassistent aún existe en varios estados, siendo el nivel de formación anterior al de un paramédico. Aún no tratándose de formación universitaria, el título de Notfallsanitäter, regulado por la Ley Federal de Medicina de Emergencia (Notfallsanitätergesetz), se incluye en el registro de académicos con fines laborales y económicos. Los Notfallsanitäter se forman específicamente para la atención prehospitalaria de pacientes de emergencia y tienen capacidades para proporcionar asistencia al médico de emergencias (Notarzt) in situ, ya que su formación incluye soporte vital avanzado (capacitándoles para evaluar la condición del paciente y administrar medicamentos, entre otras cosas, hasta la llegada de un médico a la escena). Sin embargo, un paramédico nunca será asignado a casos complicados o de peligro de muerte.

#### España
Tomando ejemplo de otras fuerzas armadas como las de Estados Unidos, Reino Unido o Israel, el Consejo de Ministros aprobó el 10 de marzo de 2017 incluir dentro de los grupos operativos de las Fuerzas Armadas la figura del paramédico, con la misión de atender a sus compañeros en ausencia de un médico militar o para ofrecer apoyo a éste. Estos paramédicos serán formados con tres niveles (básico, medio y avanzado) para asistir a sus compañeros y mantenerlos con vida hasta que puedan llegar los equipos médicos especializados. Éstos no serán sustitutos de los médicos militares y, solo podrán actuar, «en escenarios operativos, en ausencia de personal facultativo o en apoyo del mismo».
Los paramédicos tendrán dependencia directa del Cuerpo Militar de Sanidad y, el resto de militares, continuarán recibiendo cursos de soporte vital básico que forma parte de la instrucción militar sin perjuicio de la creación de la figura del paramédico.
En el ámbito civil, por influencia del sistema anglosajón, algunos suelen asociarlo a los técnicos en emergencias sanitarias. Otros colectivos lo asignan al enfermero de emergencias prehospitalarias por considerar que su labor se asemeja más al paramédico anglosajón. Solo los enfermeros están autorizados a realizar técnicas invasivas, algo que no se permite a los técnicos. Los técnicos están presentes en las ambulancias de soporte vital básico, y también junto a enfermeros y médicos en las ambulancias de Soporte Vital Avanzado o Uvi móvil. También hay técnicos junto a enfermeros en ambulancias de soporte vital avanzado o soporte vital avanzado con enfermería que actuarían de forma similar a las ambulancias del sistema paramédico anglosajón con conexión directa a través de radio telefónica con el médico regulador de su respectivo SAMU.

#### Finlandia
En Finlandia, los paramédicos están encuadrados dentro de las profesiones de enfermería, siendo enfermeros especializados en emergencias, de tal forma que estudian una titulación que les otorga un doble título de enfermeros/paramédicos.

#### Holanda
En Holanda los paramédicos son enfermeros especializados en cuidados críticos y emergencias.

### América Latina

#### Brasil
En Brasil, la función es realizada por enfermeros graduados o técnicos de enfermería. Estos profesionales reciben formación en atención prehospitalaria. Los servicios son administrados por las municipalidades, los departamentos de bomberos o las empresas privadas, por ejemplo, los administradores de carreteras privatizadas.

#### Colombia
En Colombia, los paramédicos son universitarios con carreras en Atención Prehospitalaria. Los títulos concedidos para poder ejercer la profesión son Técnico Profesional en Atención Prehospitalaria (nivel básico) y Tecnólogo en Atención Prehospitalaria (nivel avanzado).
La definición de «atención prehospitalaria», que da nombre al título, se describe como la ciencia sanitaria que se encarga de la promoción, prevención, diagnóstico básico, atención y terapéutica paramédica, rehabilitación y sobre todo paliación en el ámbito de la salud. Dicha atención es prestada en el lugar del evento por un paramédico, incluyendo la participación en el rescate traslado a una institución asistencial sanitaria». 

#### Ecuador
En Ecuador, paramédico es la denominación para Técnicos Superiores en Urgencias Médicas Paramédicos; Tecnólogos en Emergencias Médicas, y Paramédicos; Licenciados en Atención Prehospitalaria en Emergencias o Emergencias Médicas Prehospitalarias, con formación, capacitación y entrenamiento específico en atención prehospitalaria, con títulos registrados en la Secretaría de Educación Superior, Ciencia, Tecnología e Innovación (SENESCYT) y en la Agencia de Aseguramiento de la Calidad de Servicios de Salud y Medicina Prepagada (ACESS) del Ministerio de Salud Pública (MPS).
| Denominación                                                     | Grupo ocupacional           | Título | Registro SENESCYT | Registro ACESS |
| ---------------------------------------------------------------- | --------------------------- | --- | ----------------- | -------------- |
| Asistentes Paramédicos                                           |                             | |                   |                |
| Paramédico 1                                                     | Servidor Público de Apoyo 3 | 1. Bachiller + C. C. L. Atención de Emergencias Prehospitalarias 2. Estudiante universitario de: a. Tecnología en Emergencias Médicas b. Licenciatura en Atención Prehospitalaria | No                | No             |
| Técnicos Paramédicos                                             |                             | |                   |                |
| Paramédico 2                                                     | Servidor Público 1          | 1. Técnico Superior en Urgencias Médicas Paramédico | Si                | Si             |
| Paramédico 2                                                     | Servidor Público 1          | 2. Tecnólogo en Urgencias Médicas 3. Tecnólogo en Emergencias Médicas 4. Tecnólogo Paramédico 5. TSU Emergencias Prehospitalarias                                                 | Si                | Si             |
| Profesionales Universitarios Paramédicos                         |                             | |                   |                |
| Paramédico 3                                                     | Servidor Público 5          | Licenciado en Enfermería + Diplomado o C.C.L. Emergencias Médicas Prehospitalarias                                                                                                | Si                | Si             |
| Paramédico 4                                                     | Servidor Público 6          | 1. Licenciado en Emergencias Médicas Prehospitalarias 2. Licenciado en Atención Prehospitalaria y Emergencias 3. Licenciado DESA Emergencias Prehospitalarias                     | Si                | Si             |
| Paramédico 4                                                     | Servidor Público 6          | Licenciado en Enfermería Especialista en Emergencias Médicas | Si                | Si             |
| Paramédico 5                                                     | Servidor Público 7          | Médico General + Diplomado o C.C.L. Emergencias Médicas Prehospitalarias | Si                | Si             |
| Especialistas en Atención de Emergencias Prehospitalarias        |                             | |                   |                |
| Especialista en el Monitoreo y Seguimiento de la Emergencia, APH | Servidor Público 7          | Especialista y/o Diplomado Universitario en Atención de Emergencias Médicas Prehospitalarias (Lcdo. APH / Lcdo. Enf. / Md. Gral.)                                                 | Si                | Si             |
| Especialista en Coordinación Interinstitucional para el SAPH     | Servidor Público 7          | Especialista y/o Diplomado Universitario en Atención de Emergencias Médicas Prehospitalarias (Lcdo. APH / Lcdo. Enf. / Md. Gral.)                                                 | Si                | Si             |
| Especialista en la Organización de los SAPH                      | Servidor Público 7          | Especialista y/o Diplomado Universitario en Atención de Emergencias Médicas Prehospitalarias (Lcdo. APH / Lcdo. Enf. / Md. Gral.)                                                 | Si                | Si             |

#### Venezuela

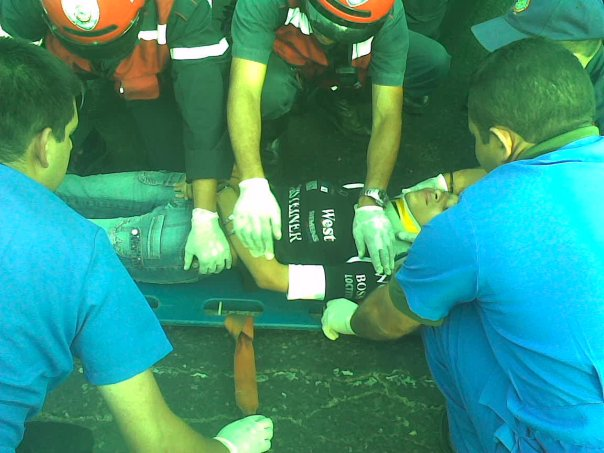
Bomberos de Caracas y estudiantes de Emergencias Pre-hospitalarias del IUTRBF

En Venezuela, paramédico es una denominación específica para la función asistencial de los profesionales de la salud, con títulos registrados en el Servicio Autónomo de Registros y Notarías (SAREN) y/o Servicio Autónomo de Contraloría Sanitaria (SACS) del Ministerio del Poder Popular para la Salud (MPPS), de Licenciados (Lcdos) o Técnicos Superiores Universitarios (TSU) en Emergencias Prehospitalarias (EPH) o Lcdos y/o TSU en Desarrollo Endógeno Sub Área (DESA) o mención Emergencias Prehospitalarias (EPH), Lcdos y/o TSU Bombero en Emergencia Prehospitalaria, usualmente miembro de un Servicio Médico de Emergencias (SME o SEM), siendo su principal objetivo «proporcionar atención primaria e inmediata a personas víctimas de accidentes o enfermedad repentina» en el ámbito prehospitalario, algunas veces siguiendo lineamientos del médico especialista en emergenciologia por la transmisión biomédica y telemedicina o aplicando protocolos nacionales e internacionales revisados y aceptados.
La tabla a continuación desglosa todos los tipos y niveles de titulaciones reguladas por el Ministerio del Poder Popular para la Salud.
| Denominación | Niveles  | Requisitos educativos | Registro Profesional de salud |
| --- | -------- | --- | ----------------------------- |
| Asistentes no universitarios |          | |                               |
| - Asistente de Primeros Auxilios I - Asistente de Emergencias Prehospitalarias I, II, III - Técnico en Emergencias Médicas I - Emergencias Prehospitalarias Bachiller III | 1, 2 y 3 | Certificación de Competencias | SACS MPPS                     |
| - Asistente de Primeros Auxilios I - Asistente de Emergencias Prehospitalarias I, II, III - Técnico en Emergencias Médicas I - Emergencias Prehospitalarias Bachiller III | 1, 2 y 3 | - Certificado: Asistente de Primeros Auxilios Avanzados, y/o Técnico en Emergencias Prehospitalarias - Título: Técnico Medio en Emergencias Prehospitalarias, TM Bombero Opción Medicina de Emergencias Prehospitalarias, TM Defensa Civil Énfasis en Atención Prehospitalaria - Certificación de Competencias: Laborales Técnico en Emergencias Prehospitalarias - Diplomado: Atención de Emergencias Prehospitalarias para Bachilleres o Técnicos Medios |                               |
| |          | Técnico Superior Universitario | SAREN y SACS MPPS             |
| - Asistente de Primeros Auxilios II - Técnico en Emergencias Médicas II - Técnico en Emergencias Prehospitalarias I y II - Emergencias Prehospitalarias Técnico I         | 4 y 5    | - TSU en Enfermería + CCL o Diplomado en Emergencias Prehospitalarias - TSU en Emergencias Prehospitalarias (3 años de estudios universitarios) - TSE en Emergencias Medicas (Técnico Especialista en Emergencias Médicas Prehospitalarias) (+ 1 año estudios de postgrado o diplomado) | Si                            |
| Profesionales universitarios |          | |                               |
| - Paramédico I y II - Paramédico Profesional I y II | 6 y 7    | Licenciatura | SAREN y SACS MPPS             |
| - Paramédico I y II - Paramédico Profesional I y II | 6 y 7    | - Paramédico I: Licenciado en Emergencias Prehospitalarias (4 años de estudios universitario) - Paramédico II: Licenciado en Emergencias Prehospitalarias (4 años de estudios universitario)+ Especialista en Emergencias Médicas (+1 a 2 años de estudios de postgrado o diplomados) | Si                            |
| Especialistas/expertos |          | |                               |
| - Paramédico III - Paramédico Profesional III | 8        | Postgrado | SAREN y SACS MPPS             |
| - Paramédico III - Paramédico Profesional III | 8        | - Paramédico III: Licenciado en Emergencias Prehospitalarias (4 años de estudios universitario)+ Especialista en Emergencias Médicas Prehospitalarias (+ 1 a 2 años de estudios de postgrado o diplomados) - Magister en Emergencias Prehospitalarias - Doctorado en Ciencias de la Salud o Paramedicina | Si                            |

### Otros países

#### Israel

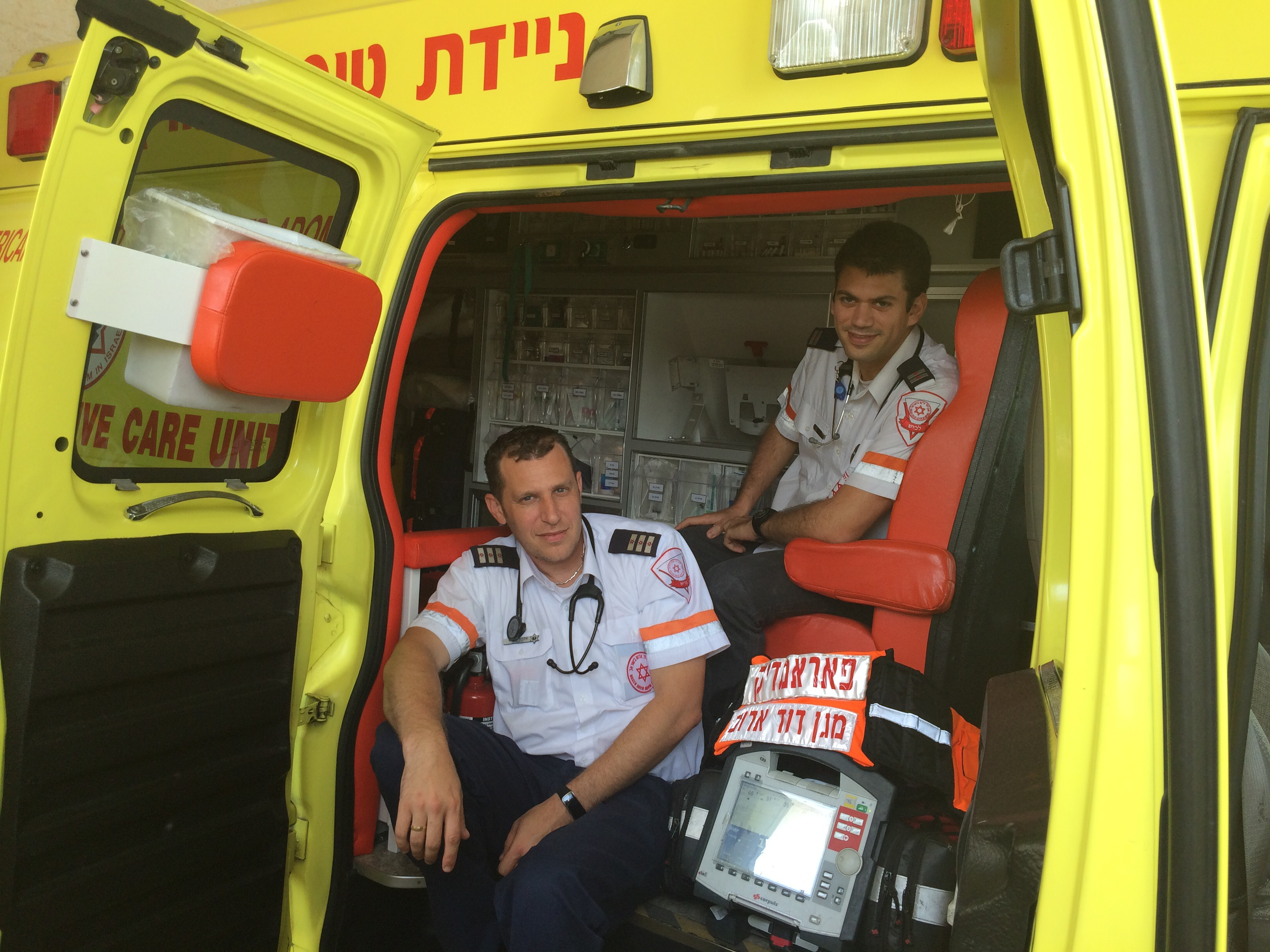
Paramédicos israelíes (2020)

Israel es uno de los países donde más competencias tienen los paramédicos, cuya profesión, completamente desvinculada de la enfermería, está regulada por la Ordenanza de Médicos de 1976. Hay varias maneras en adquirir esta profesión: la primera, cursando una carrera universitaria de tres años (B.EMS); la segunda, por una formación especial previa amplia experiencia sanitaria en la Maguén David Adom (Estrella de David Roja); y la tercera por una formación militar y su posterior ejercicio durante el servicio (requiriendo formación civil adicional).
Los paramédicos se consideran personal sanitario de alta calificación, y pueden llegar a encargarse de unidades de ambulancia y MEDEVAC. Suelen intervenir en incidentes con múltiples víctimas y en evacuaciones. Debido a su experiencia en medicina de emergencia, muchas veces mayor que la de médicos con especialidades alejadas de este tipo de situaciones, se ha considerado otorgarles competencias habitualmente reservadas solo a médicos, como la certificación de la muerte cuando no hay médico accesible.
Sin embargo, la profesión de paramédico suele circunscribirse a personas jóvenes —siendo identificada por la sociedad con estas edades— y no suele convertirse en una profesión duradera. En un estudio realizado en 2016 se constató que el 73 % de los paramédicos tienen una carrera profesional de menos de cinco años, y el 93 % no llegan a los diez. Muchos optan por una formación como médicos y otros dejan del todo el ámbito de la salud.